# 竹節花蛇鰻
竹節花蛇鰻（学名：Myrichthys colubrinus），又稱斑竹花蛇鰻、竹節蛇鰻，俗名為濱海蛇，为蛇鳗科花蛇鳗属的鱼类。分布于西到红海及东非、东到塔希提岛、南到新西兰、北到琉球群岛、台湾岛以及西沙群岛等，属于珊瑚区鱼类。该物种的模式产地在安波那。

## 分布
本魚分布於印度西太平洋海域，包括東非、留尼旺、塞席爾群島、模里西斯、阿曼、馬爾地夫、印度、日本、台灣、中國、菲律賓、越南、印尼、馬紹爾群島、澳洲、東加、密克羅尼西亞、帛琉、夏威夷群島、法屬波里尼西亞。

## 深度
水深10至50公尺。

## 特徵
本魚體長為體高52至56倍。體延長呈蛇狀，眼小，具有利齒。體無鱗片，背鰭和臀鰭不被有厚皮，胸鰭非常短，背鰭、臀鰭之終點幾近於尾端。體褐色帶白，有24至34個黑色環帶，向上至背鰭，向下至臀鰭，有時帶間具黑色小點，帶之寬度等於或大於帶間隔。體長可達97公分。

## 生態
本魚為近岸暖水性底層魚類，性情兇猛，無毒，喜棲於礁沙區，以其保護色，或穿梭於礁洞間，或平貼泥地上或鑽入泥中，達到欺敵或誘食的功能，於夜晚外出覓食，以小魚、無脊椎動物為食。

## 經濟利用
不具食用價值，可做觀賞魚。